# Свадьба (альбом)
«Свадьба» — четвёртый студийный альбом российского эстрадного коллектива «Кабаре-дуэт „Академия“», выпущенный в 1997 году на лейблах Rec Records и «Бекар Рекордз». В альбоме содержится два больших хита — «Зараза» и «Я обиделась», — за которые «Академия» была удостоена премий «Золотой граммофон».
В том же году публике был представлен «почти мюзикл» под названием «Лолита + Саша =… или Свадьба была вчера», основанный на альбоме. Режиссёрами выступили сами Лолита Милявская и Александр Цекало. Также в качестве актёров были задействованы члены комик-труппы «Маски-шоу».

## Отзывы критиков
| Оценки критиков | Оценки критиков |
| Источник        | Оценка          |
| --------------- | --------------- |
| Живой звук      | [ 4 ]           |

Илья Кормильцев из «Живого звука» написал, что альбом получился «пёстреньким, свадебным»: «то салонный фанк-джаз в песнях Аверкина (только ни голоса потребного, ни цвета кожи нет у сладкой парочки), то тебе томный романс, то чёрт в стуле». Приятное исключение, по его мнению, — песни Ольги Лебедевой.
Музыкальный критик Олег Кармунин в выпуске своей программы «Истории русской попсы», посвящённому «Академии», назвал данный альбом самым главным в дискографии группы. Он охарактеризовал его как «изысканную музыку, разбавленную двумя юмористическим хитами». Также он отметил оформление альбома, исполненное в виде комикса.
В 2011 году в журнале «Афиша» составили список из 99-ти «самых ярких и запомнившихся русских поп-хитов за последние 20 лет», включив туда также песню «Зараза».

## Список композиций
| №                   | Название                       | Автор(ы)                           | Длительность |
| ------------------- | ------------------------------ | ---------------------------------- | ------------ |
| 1.                  | «Жених и невеста»              | Дмитрий Аверкин, Марина Кертова    | 3:40         |
| 2.                  | «Ты не тот и я не та»          | Дмитрий Аверкин, Марина Кертова    | 3:53         |
| 3.                  | «Розовые сны»                  | Дмитрий Аверкин, Марина Кертова    | 3:35         |
| 4.                  | «Мальчик из джаза»             | Ольга Лебедева                     | 4:15         |
| 5.                  | «Фасон»                        | Ольга Лебедева                     | 5:10         |
| 6.                  | «Эти бледные розы»             | Лора Квинт, Владимир Алеников      | 2:58         |
| 7.                  | «Зараза»                       | Максим Катков, Александр Цекало    | 3:59         |
| 8.                  | «Не говори до свидания»        | Александр Цекало, Лолита Милявская | 4:19         |
| 9.                  | «Месяц из тумана»              | Игорь Мыленко                      | 4:28         |
| 10.                 | «Дикi гуси»                    | Игорь Поклад, Юрий Рыбчинский      | 4:29         |
| 11.                 | «На ты со мною вы не говорите» | Игорь Крутой, Тажутдин Османов     | 3:00         |
| 12.                 | «Я обиделась»                  | Игорь Корнелюк, Регина Лисиц       | 3:20         |
| 13.                 | «Дом на высокой горе»          | Татьяна Снежина                    | 4:27         |
| 14.                 | «Не смотря — не смотри»        | Дмитрий Аверкин, Марина Кертова    | 4:40         |
| 15.                 | «Что со мной»                  | Дмитрий Аверкин, Марина Кертова    | 4:17         |
| Общая длительность: | Общая длительность:            | Общая длительность:                | 60:30        |

## Участники записи
- Лолита Милявская — вокал
- Александр Цекало — вокал, продюсирование
- Иван Евдокимов — аранжировка, запись, сведение, бэк-вокал (1-5, 7, 8, 10, 12, 13, 15)
- Лора Квинт — аранжировка (6)
- Влад Карпов — запись (6)
- Всеволод Саксонов — аранжировка (9)
- Игорь Корнелюк — аранжировка, запись (11)
- Сергей Жилин — аранжировка (14)
- Джаз-оркестр «Фонограф» — запись (14)
- Олег Тимофеев — звукорежиссёр

Сведения взяты из аннотации к альбому.